# Высылка (наказание)
Высылка — наказание в виде запрета проживать в определённых населённых пунктах или местностях внутри государства. 
При этом, в отличие от ссылки, осуждённый может выбирать место жительства. В отличие от изгнания осуждённый остаётся в своём государстве.

## В Западной Европе
Высылка из определённых пунктов внутри государства, с воспрещением жительствовать и приезжать в столицы или другие города, может иметь характер или дополнительного наказания, назначаемого по суду, или же меры предупреждения и пресечения преступлений, принимаемой по непосредственному распоряжению административной власти. Первое сравнительно редко. Так, по французскому праву, при нанесении обиды действием чиновнику назначалось, как дополнительное наказание, запрещение на срок 5-10 лет жить в округе, где служит обиженный. Как мера предупредительная, высылка обыкновенно является средством полицейского надзора. В Германии административная высылка применялась в силу исключительных законов о католическом духовенстве и о социалистах, которые в настоящее время сохранили силу лишь по отношению к иезуитам.

## В Российской империи
В Российской империи высылка применялась по политическим мотивам начиная с 1860-х годов. Наиболее известен пример высылки идеолога «народников» Петра Лавровича Лаврова, отправленного после следствия, но без решения суда в Вологодскую губернию.
Российское законодательство знало следующие случаи и формы высылки:
1. Лица, задержанные полицией по неимению узаконенного вида, препровождаются в постоянное своё место жительства в то общество, к которому они приписаны. О порядке высылки из Санкт-Петербурга лиц, проживающих без установленных письменных видов или с просроченными паспортами, выработаны в 1874 г. особые правила, приложенные к ст. 340 Устава о паспортах (Св. Зак. т. XIV изд. 1890 г.). На основании этих правил, о таком беспаспортном, который, по собранным сведениям, не имеет средств к существованию и ведет жизнь праздную и вообще предосудительную и притом подвергался по суду наказанию за преступные действия против порядка управления, благочиния и чужой собственности, полиция, не прибегая к судебному преследованию, входит с представлением к градоначальнику о высылке его из Санкт-Петербурга и воспрещения ему пребывания в столице. Представления этого рода рассматриваются в состоящем при градоначальнике совещательном присутствии, постановления которого о высылке утверждаются градоначальником. Срок, на который определяется В. из столицы, не может превышать 4 лет. Тем же беспаспортным, дальнейшее пребывание которых в столице не будет признано вредным, выдаются временные виды и предоставляется срок для получения или возобновления вида на жительство.
2. Чиновникам, как военным, так и гражданским, отставленным за развратное поведение, воспрещается пребывать в столицах; высланные из столиц, они не могут иметь жительства и в столичных губерниях. Те из них, которые родились в губерниях Санкт-Петербургской и Московской, высылаются на жительство во внутренние губернии, за исключением Новгородской, Тверской, Вятской, губерний пограничных и мест, в коих бывают ярмарки (ст. 172 Уст. о предупреждении и пресечении преступлений изд. 1890).
3. Лица, приговорённые судом к исправительным наказаниям, соединённым с лишением некоторых особенных прав и преимуществ, по отбытии наказания высылаются в места их приписки и отдаются под надзор местной полиции или их обществ на срок от 4 лет до одного года. В продолжение этого времени они не могут менять места жительства; кроме того, с 1886 г. им воспрещено пребывание:
  1. в столицах и во всех местностях столичных губерний;
  2. в губернских городах, их уездах и во всех местностях, отстоящих от губернских городов ближе 25 верст, причем это последнее ограничение не применяется к лицам, приписанным к обществам (кроме губернского города), находящимся в тех уездах и местностях;
  3. во всех крепостях и местностях, отстоящих от крепостей ближе 25 верст и
  4. в тех городах или местностях, в коих, по особым Высочайшим повелениям, не разрешается водворение поднадзорных.
Въезд и жительство в столицах в течение семи лет воспрещается священнослужителям, лишённым духовного сана за пороки и неблагочинные поступки, и монахам, сложившим с себя монашество; последние, в продолжение того же срока, не могут проживать и в той губернии, где они жили монахами. Законом 1881 г. генерал-губернаторам, а в местностях, им не подчиненных, — губернаторам и градоначальникам, предоставлено право воспрещать отдельным личностям пребывание в местностях, объявленных в положении усиленной или чрезвычайной охраны.
4. Под именем административной высылки разумеется высылка в определённую местность, хотя бы и на родину, но с обязательством безотлучного там пребывания. Правила об этой высылке введены, или, вернее, оглашены и упорядочены законом 4 сент. 1881 г. (ст. 32 — 36 Приложения I к ст. 1 Устава о предупреждении и пресечении преступлений, Св. зак., т. XIV, изд. 1890); они действуют и в местностях, не объявленных в исключительном положении. Высылка административным порядком лиц, вредных для государственного и общественного спокойствия, в какую-либо определённую местность Европейской или Азиатской России, с обязательством безотлучного там пребывания в течение назначенного срока, может иметь место не иначе, как при соблюдении следующих правил. Подлежащая власть, убедившись в необходимости высылки данного лица, представляет об этом министру внутренних дел, с подробным объяснением оснований к принятию этой меры, а также предположений о сроке высылки Лица, предназначенные к высылке в определённую местность, могут быть подвергнуты предварительному аресту, который, по распоряжению министра, может быть продолжен впредь до разрешения вопроса о высылке их. Представления местной власти о высылке рассматриваются в особом совещании, образуемом при министре внутренних дел, под председательством заведующего полицией товарища министра, из четырёх членов — двух от министерства внутренних дел и двух от министерства юстиции; постановления этого совещания утверждаются министром внутренних дел. При обсуждении представлений о высылке совещание это может вызвать предназначенное к высылке лицо для личных объяснений. Для безвыездного пребывания в месте, для высылки определённом, устанавливается срок в размере от одного года до пяти лет; срок этот может быть сокращен или продолжен лишь в том же порядке, в каком установлен.
5. В губерниях Астраханской и Ставропольской и в Сальском округе Области Войска Донского инородцы и лица русского оседлого населения, обвиняемые или подозреваемые в неоднократных кражах лошадей и скота, могут быть подвергнуты административной высылке в Восточную Сибирь, с соблюдением особых правил, изданных в 1886 и 1887 гг. и приложенных к ст. 277 Устава о предупреждении и пресечении преступлений, изд. 1890 г.

Законодательству Российской империи также было известно принудительное выселение в Сибирь на основании мирских приговоров мещанских и сельских обществ, о чём см. Ссылка. За самовольное оставление места, назначенного для жительства по законному распоряжению надлежащей судебной или правительственной власти, а равно за самовольное возвращение в места, откуда виновные высланы, они предаются суду и подвергаются аресту не свыше 3 месяцев или денежному взысканию не свыше 300 руб. Независимо от взыскания, виновные возвращаются в места, определённые им для жительства.

## В Союзе ССР

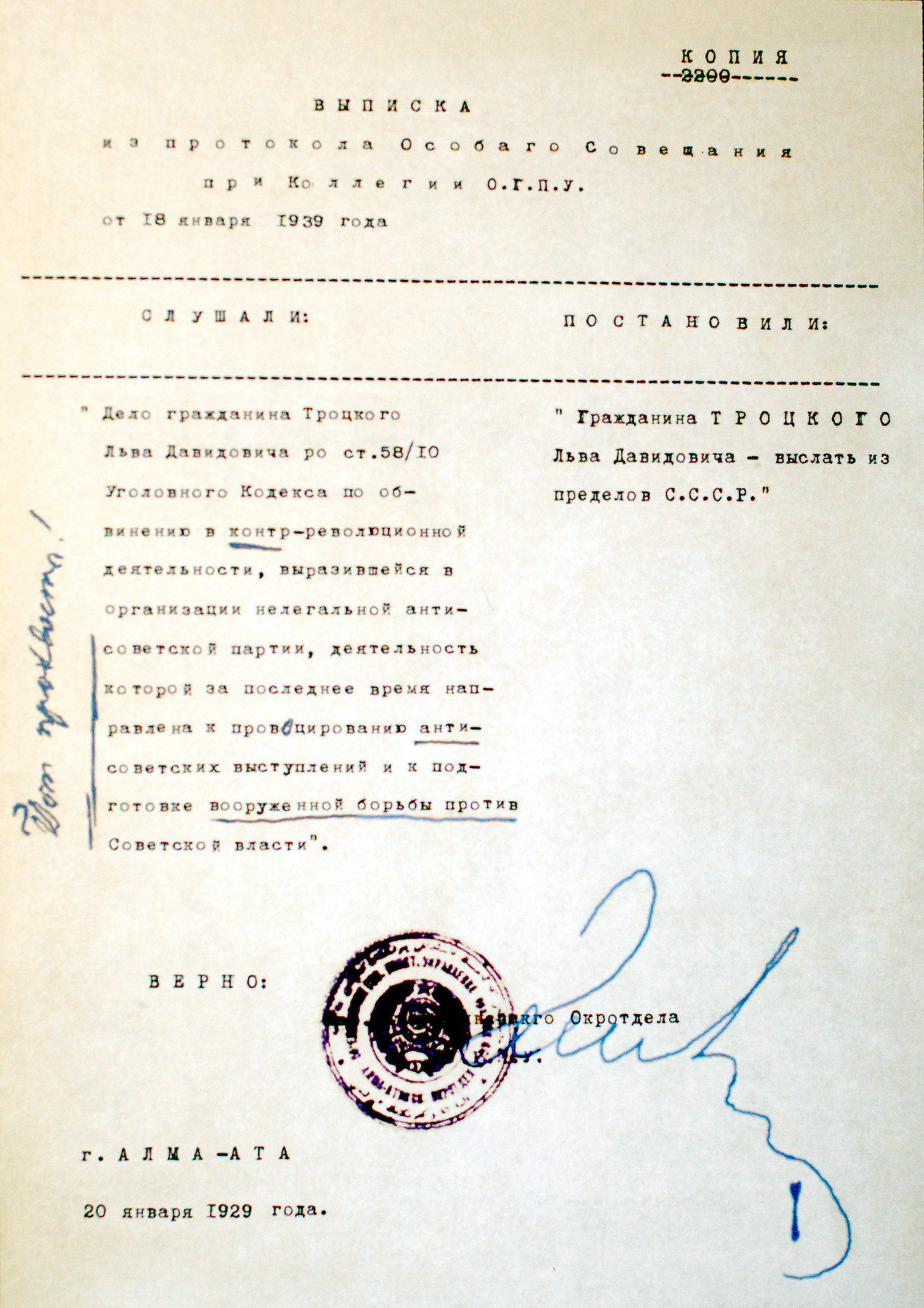
Выписка из протокола по делу Троцкого с определением наказания: «Выслать из пределов СССР»

28 марта 1924 с принятием ЦИК СССР положения «О правах ОГПУ в части административных высылок, ссылок и заключения в концентрационный лагерь» ОГПУ получило полномочия: 
- высылать из какой-либо местности с запрещением проживания в ряде установленных списком ОГПУ местностей, запретом на жительство в крупнейших городах («минус двенадцать»);
- ссылать в конкретную местность под гласный надзор местных отделов ГПУ;
- высылать за пределы Советского Союза.

Позднее нормативными документами вводилось 3 ступени ограничений подвергнутых высылке (система «минусов»): запрет проживать в 6 центральных городах и пограничной полосе, запрет проживать в 72 губернских центрах, определение пункта поселения по выбору высылаемого.
В Основах уголовного законодательства Союза ССР и союзных республик 1958 г. был установлен 5-летний максимальный срок высылки, применяемой в качестве как основного, так и дополнительного наказания по приговору суда. За самовольное возвращение в местность, запрещённую для проживания, высылка могла быть заменена на ссылку. При этом высылка после 1950-х годов применялась крайне редко.
К отдельным категориям отбывших наказание применялся запрет селиться в пределах 100-километровой зоны вокруг ряда крупных городов (101-й километр), однако наказываемый мог сам выбирать место жительства в этом радиусе.